# Caliche

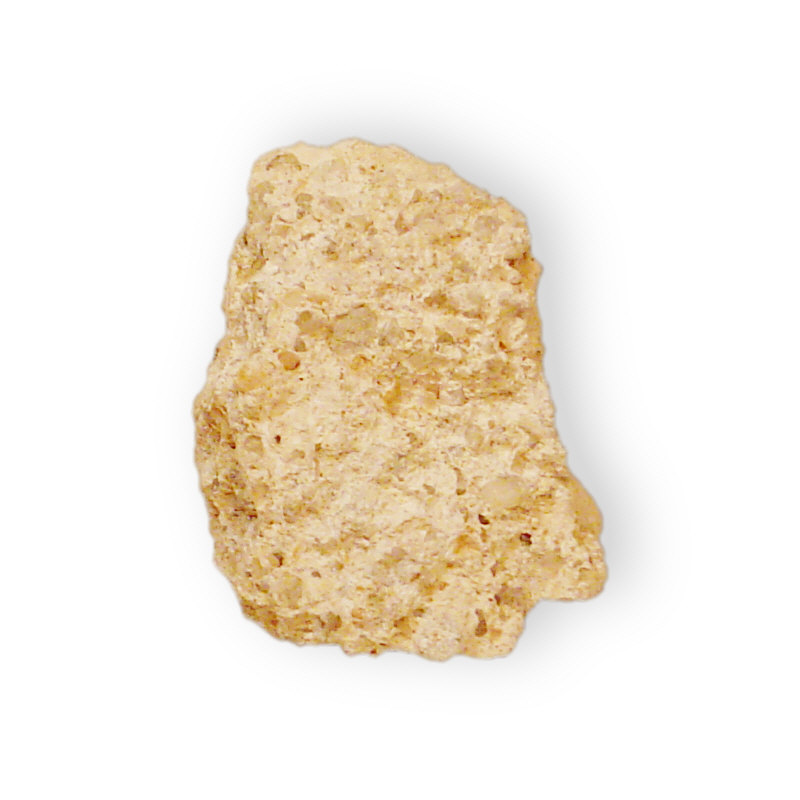
Frammento di caliche proveniente dalla California

Il caliche è un deposito indurito di carbonato di calcio; il carbonato di calcio cementa insieme altri materiali litici, come ciottoli di ghiaia, granelli di sabbia e depositi di argilla. Si rinviene nei suoli aridi e molli; è diffuso in tutto il mondo, spesso in regioni aride o semi-aride come l'Australia centrale e occidentale, il deserto del Kalahari e nelle Alte Pianure degli USA.
Il caliche è conosciuto anche come hardpan, calcrete, kankar (in India), o duricrust. Il termine caliche è spagnolo e proviene dal latino calx, che vuol dire calce.
Di solito è velatamente colorato ma può variare dal bianco al rosa chiaro fino al marrone rossiccio, secondo le impurità presenti. Si trova vicino o sopra la superficie ma si può anche trovare in strati profondi del sottosuolo.  Gli strati variano da pochi pollici a un piede, ed in un luogo possono esistere strati multipli.
Nel Cile e nel Perù settentrionali, caliche sono i depositi di sale di nitrato del Deserto di Atacama. Di caliche sono anche certi depositi argillosi in Cile, Perù, Messico e Colombia. Inoltre questo termine è stato usato per descrivere alcune forme di quarzite, bauxite, kaolinite, laterite, calcedonio, opale, e sodanitro.

## Processo di formazione
Il caliche si forma generalmente quando i minerali rilasciati dallo strato superiore del terreno si accumulano nello strato successivo, a profondità di circa 3 fino a 10 piedi sotto la superficie. Il caliche è solitamente costituito da carbonati nelle regioni semiaride, mentre nelle regioni aride, minerali meno solubili formeranno strati di caliche dopo che tutti i carbonati sono stati rilasciati dal terreno. Il carbonato di calcio che è depositato si accumula, formandi prima grani, poi piccoli gruppi, poi uno strato distinguibile, ed infine un letto (bed) spesso e solido. Mentre si forma, lo stesso strato di caliche sprofonda gradualmente, muovendosi verso i materiali da cui deriva, dove giace al di sotto degli strati superiori del terreno.
Il caliche può formarsi anche in altri modi. Ad esempio quando l'acqua sale per capillarità dopo una precipitazione piovosa in una regione arida e penetra nel terreno velocemente. In seguito, mentre l'acqua rimasta in superficie si asciuga, quella sotto la superficie risale portando minerali disciolti dagli strati profondi. Questo movimento dell'acqua forma un caliche che tende a crescere sottile e ramificato man mano che raggiunge la superficie. Le piante possono contribuire nella formazione del caliche. Le radici delle piante assorbono acqua tramite la traspirazione, lasciandosi dietro il carbonato di calcio disciolto, che precipita e forma il caliche. Il caliche può anche formarsi tra rocce porose o negli anfratti rocciosi dove l'acqua è intrappolata ed evapora. In generale, la deposizione del caliche è un processo lento ma, in particolari condizioni, può accumularsi abbastanza velocemente da bloccare un canale di scolo.
Mentre la formazione di altri calici è ben nota, l'origine del caliche cileno non è conosciuta con precisione. Si ipotizza che un modo potrebbe essere la formazione dei depositi dopo l'evaporazione di un mare preistorico interno. Un'altra teoria è quella che sostiene l'ipotesi di un deposito di sedimenti a seguito dei processi geologici di formazione delle Ande.

## Usi

### Edilizia
Il caliche è usato per l'edilizia in tutto il mondo. La riserva di caliche di Llano Estacado in Texas può essere usata nella produzione di cemento Portland; il caliche possiede la composizione chimica richiesta ed è stato usato come principale materiale grezzo nella produzione di cemento Portland in almeno un impianto del Texas. Quando il tenore di carbonato di calcio supera l'80 per cento, il caliche può anche essere bruciato ed usato come fonte di calce nelle aree dove occorre stabilizzare il suolo.
Mescolato a piccole quantità di pozzolana o cemento Portland, il caliche può anche essere usato come materiale da costruzione che superi i requisiti del codice edilizio per i materiali da costruzione resistenti al fuoco. Per esempio caliche era usato per costruire alcuni edifici Maya nella Penisola dello Yucatan in Messico. Un dormitorio a Ingram (Texas) e un edificio dimostrativo per lo Dipartimento dell'Energia degli Stati Uniti furono costruiti usando caliche come parte di studi del Center for Maximum Potential Building Systems.
In molte aree, il caliche è usato anche nella costruzione di strade, sia come materia per superfici o, più comunemente, come materia di base. È uno dei materiali stradali più usati nel sud dell'Africa. Il caliche è spesso usato come base material perché continua ad accumularsi ed acquistare forza nel tempo.

### Industria alimentare
Una fonte quasi pura di carbonato di calcio è necessario per raffinare lo zucchero. Deve contenere almeno il 95% di carbonato di calcio (CaCO3) ed avere un basso tenore di magnesio.  Inoltre, il materiale deve avere certi requisiti fisici e non deve spezzarsi mentre brucia. Benché non incontri tutti i requisiti per la raffinazione dello zucchero, è usato in aree dove altre fonti di carbonato di calcio, come il calcare, non sono presenti. Mentre l'uso di caliche ha bisogno di ripulitura per avere i requisiti, il suo uso può essere più economico rispetto all'invio della calce necessaria.

### Caliche cileno
In Cile, i depositi di sali di nitrato nel Deserto di Atacama sono anch'essi come il caliche. Questi depositi sono la più grande riserva di nitrati in al mondo, contengono più del 25% di nitrato di sodio e il 3% di nitrato di potassio, ma anche ioduro di sodio, clorito di sodio, solfato di sodio e Borato di sodio (borace). Gli strati di caliche sono spessi da 0.2 a 5 metri, vengono raffinati ed usati per produrre una varietà di merci incluso nitrato di sodio (per usi agricoli o industriali), nitrato di potassio, potassio sodio nitrato, solfato di sodio, Iodio e derivati.

### Giardinaggio
Gli strati di caliche possono creare problemi nella crescita delle piante. Primo, uno strato impermeabile di caliche impedisce un corretto drenaggio, che può impedire alle radici di ottenere abbastanza ossigeno. Possono accumularsi sali per mancanza di drenaggio. Queste situazioni danneggiano la crescita delle piante. Secondo, tale strato impermeabile di caliche è talmente compatto da impedire alle piante di attraversarlo per mancanza di nutrienti acqua e spazio. Ciò porta ad uno sviluppo limitato e non corretto. Terzo, caliche accresce il ph del terreno facendolo diventare basico (un pH alto). Il suolo basico dovuto alla presenza di carbonato di calcio del caliche, può impedire alle piante di ottenere nutrienti, specialmente ferro.  Una mancanza di ferro farà ingiallire le foglie più giovani. La saturazione del suolo al di sopra dello strato di caliche può far peggiorare la situazione.
La miglior soluzione a questi problemi è rimuovere lo strato di caliche e sostituirlo con una mistura di materiale organico e terra. Il buco dovrebbe essere largo abbastanza da contenere il sistema radicale della pianta e attraversare lo strato di caliche. Comunque, quando lo strato di caliche è spesso, scavare una fossa largo abbastanza da contenere un apparato radicale maturo. Altri fossetti più piccoli potranno essere scavati attraverso lo strato rimanente per fornire il drenaggio. Per verificare il drenaggio ogni fosso dovrà essere riempito con acqua. Il drenaggio è sufficiente alla velocità di un pollice l'ora.